# Teucholabis xantha
Teucholabis xantha är en tvåvingeart som beskrevs av Alexander 1953. Teucholabis xantha ingår i släktet Teucholabis och familjen småharkrankar.
Artens utbredningsområde är Bolivia. Inga underarter finns listade i Catalogue of Life.